# 아자라카푸친
아자라카푸친(Sapajus cay)은 남아메리카에 사는 신세계원숭이의 일종이다. 파라과이 동부와 볼리비아 남동부, 아르헨티나 북부, 브라질의 마투그로수두술주와 마투그로수주, 판타나우에 서식한다. 서식지는 아열대와 습윤, 반낙엽수, 숲, 판타나우의 삼림 지대로 이루어져 있다. 이전에는 그로브스(2005년)에 따르면 Cebus libidinosus paraguayanus라는 학명으로 검은줄무늬카푸친의 아종으로 간주되었지만, 실바 주니어(2001년)는 이를 별도의 종으로 간주했다. 아자라카푸친은 과식성, 식충성 동물로 분류되는데, 이는 주로 다양한 과일과 씨앗, 절지동물, 개구리, 소형 포유류 등을 주식으로 한다는 것을 의미한다.

## 진화와 분류
가냘픈꼬리감는원숭이속(Cebus)과 건장한꼬리감는원숭이속(Sapajus)은 꼬리감는원숭이아과의 아속 또는 군으로 널리 알려져 왔다. 이 두 아속 사이의 추정 분리 시기가 약 620만 년 전이었음을 암시하는 자료가 있다. 증거에 따르면 마이오세 시대에 아마존 강의 출현으로 인해 이 두 집단이 서로 갈라졌다. 가냘픈꼬리감는원숭이는 아마존 열대우림을 향해 북쪽으로 확장했고, 건장한꼬리감는원숭이는 대서양 숲을 향해 남쪽으로 확장했다. 그러나 플라이스토세에 건장한꼬리감는원숭이는 다시 아마존 쪽으로 북쪽으로 확장하여 가냘픈꼬리감는원숭이와 동소성 종이 되었다. 오늘날에는 풍부한 증거에 힘입어 건장한꼬리감는원숭이와 가냘픈꼬리감는원숭이는 서로 다른 그룹이며, 심지어 서로 다른 속으로 간주되기도 한다는 것이 받아들여지고 있다. 실바(Silva JS)는 형태계측학적 분석을 통해 건장한꼬리감는원숭이 종을 지리적 위치를 기준으로 아마존 종과 남아메리카 중부(세하두 남쪽과 도세강 북쪽) 종, 대서양 숲(도세강 남쪽) 종의 세 그룹으로 분류했다. 아자라카푸친은 두 번째 그룹에 속한다.
계통학적 분석 결과, 아자라카푸친은 플라이스토세에 아자라카푸친이 아마존으로 확장되기 전 대서양 삼림 군에서 발생한 두 번째 분기 사건(Sapajus nigritus robustus에 이은)의 산물인 것으로 밝혀졌다. 그러나 아자라카푸친의 현재 분포는 주요 연구자들 사이에서 논쟁의 여지가 있으며, 이는 주로 서로 다른 지리적 위치에 서식하는 개체군의 표현형적 특성에 기인한다.

## 특징
아자라카푸친원숭이는 검은머리카푸친원숭이 중 하나로 여겨지지만, 털이 완전히 자라는 시기는 개체가 성체가 된 후다. 성적 성숙은 암컷의 경우 4~5세, 수컷의 경우 약 8세에 도달하는 것으로 추정된다. 사육 환경에서는 최대 50년까지 살 수 있으며, 야생에서는 평균 약 30년 정도이다. 아자라카푸친원숭이 종은 약간의 성적 이형성을 보이는데, 수컷의 몸집이 더 크다. 암컷 몸무게는 1.4~3.4kg, 수컷은 1.3~4.8kg이다. 수컷의 평균 키는 코에서 꼬리까지 0.8m이며, 암컷은 약간 작다. 발과 꼬리가 길며, 꼬리는 최대 키의 절반까지 자랄 수 있다. 실바에 따르면, 건장한꼬리감는원숭이의 다른 종들과 구별되는 또 다른 특징은 아자라카푸친원숭이가 성체이 되어서도 두개골 크기가 상당히 작다는 것이다.

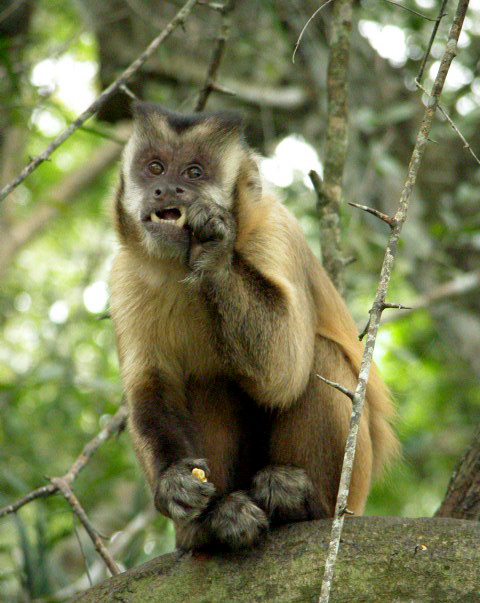
먹이를 먹는 아자라카푸친원숭이의 모습

아자라카푸친은 보통 몸 전체에 여러 가지 색조의 갈색이 섞인 중간 길이의 털을 가지고 있다. 사지와 털 다발은 보통 더 어두운 색을 띤다. 다른 건장한꼬리감는원숭이 종과 비교했을 때, 아자라카푸친은 귀 앞쪽에 구레나룻과 유사한 어두운 털 줄무늬를 가지고 있다. 아자라카푸친의 높은 형태적 변이성 때문에 이들의 진정한 분류학적 특성에 대해서는 큰 의견 차이가 있었다. 아자라카푸친 개체들은 개체군 내 및 개체군 간 다형성을 보이며, 성적 이형성과 연령에 따라 형태적으로 유의미한 변화를 보인다.

## 생태 및 습성
아자라카푸친은 낮에 활동하는 기회주의적 잡식성 동물로, 사회적 공동체를 이루며 서식하며 먹이를 찾아 영역 전체를 이동한다. 연구에 따르면  아자라카푸친은 대부분의 시간을 휴식과 이동, 채집에 소비한다. 수컷과 암컷의 행동에는 상당한 차이가 있었지만, 먹이에는 큰 차이가 없었다.

### 먹이
수컷은 땅이나 그 근처에서 더 많은 시간을 보내며 휴식을 취하고 주변을 살펴보는 모습이 보인다. 반면 암컷은 잠자는 나무의 꼭대기에서 먹이를 찾고 먹는 데 훨씬 더 많은 시간을 보낸다. 이러한 행동 차이는 유일하게 먹이 차이에서 기인한다. 수컷은 암컷보다 더 큰 물체(먹이 또는 식물)를 먹는 경향이 있으며, 특히 큰 수컷만이 작은 척추동물을 먹는 모습이 보인다. 이러한 먹이의 크기 차이 때문에 수컷은 휴식(소화)에 더 많은 시간을 보내는 반면, 암컷은 더 작은 먹이를 보상하기 위해 더 많은 시간을 채집하는 것으로 여겨진다. 연구에 따르면 성별에 관계없이 수컷의 식단에서 가장 큰 비중을 차지하는 것은 과일이고, 그 다음으로 씨앗이며, 마지막으로 식물 일부와 무척추동물이 나머지 먹이를 구성한다. 수컷은 장내 구두충 기생충인 파키센티스 루고수스(Pachysentis rugosus)의 숙주다.

### 사회 역학
집단의 규모는 매우 다양하며, 어떤 집단은 12마리 미만이지만, 어떤 집단은 최대 44마리까지 기록된다. 이들 집단은 여러 마리의 수컷과 여러 마리의 암컷으로 구성된 역동적인 구조를 가지고 있으며, 일반적으로 가장 크고 사나운 알파 수컷이 있다. 이 알파 수컷은 일반적으로 보호 역할을 하며 먹이에 대한 접근을 통제하고 암컷과의 교미에 대한 우선권을 갖는다. 이 집단은 일반적으로 경계를 벗어나지 않고 서식지 전체를 끊임없이 이동한다. 극한 환경에서만 새로운 영역으로의 탐험을 선택한다. 연구에 따르면 아자라카푸친은 장기간 정보를 학습하고 기억할 수 있는 능력이 있으며, 이는 높은 적응력을 가진 핵심적인 특성이다. 장기 기억은 이로운 현상이나 위험한 현상에 대한 패턴을 인식하는 도구로 사용된다. 특히 투자지(Tujage) 등(2015)의 연구에서는 개체들이 특정 과일나무 하나가 열매를 맺고 있다면, 같은 종의 다른 나무들도 모두 열매를 맺을 것이라고 추론하여 이들을 적극적으로 찾아 나선다는 것을 보여주었다.

### 기타 행동
다른 카푸친원숭이 종과 유사한 여러 행동이 일부 군집에서 관찰되었지만, 정확한 이유는 아직 명확하게 밝혀지지 않았다. 일부 개체는 특정 감귤나무 잎을 털에 비비는 행동을 보였으며, 동시에 다른 보호 행동을 보이기도 했다. 이러한 행동은 위협이 가까이 있을 때 유발되며, 잎의 강한 냄새가 이러한 행동에 영향을 미치는 것으로 여겨진다.
아자라카푸친 개체의 도구 사용도 기록되었다. 딱딱한 껍질의 과일과 씨앗을 선호하는 것은 아니지만, 이는 아자라카푸친 먹이의 일부다. 아자라카푸친 원숭이는 두 손으로 물건을 잡고 모루 역할을 하는 나뭇가지에 부딪힌다. 서열이 높은 성체는 이 작업에 특히 성공하는 반면, 서열이 낮은 성체는 가공된 음식의 남은 부분을 기다리기도 한다.

### 분포 및 서식지
건장한꼬리감는원숭이속 원숭이와 마자라카푸친은 남아메리카와 중앙아메리카의 열대 및 아열대 삼림에서 서식한다. 넓은 지역에서 서식하지만, 현재 개체군 서식 면적은 약 200헥타르에 불과하다. 일년 내내 덥고 습하며, 강수량과 초목이 풍부하다. 행동적, 생태적 유연성이 높아 수풀 지대와 사바나를 포함한 다양한 서식지에 서식할 수 있다. 사실, 아자라카푸친의 서식지는 아르헨티나 북부와 볼리비아 남동부, 파라과이 동부와 같은 지역에 분포한다.
아자라카푸친은 또한 브라질에 서식하며, 아마존의 남서쪽, 마투그로수, 마투그로수두술주 남쪽, 고이아스주의 남동쪽에 분포한다. 아자라카푸친원숭이의 일부 개체군은 아르헨티나 북부의 후후이, 살타, 포르모사, 차코 주에 서식한다. 아자라카푸친은 또한 건장한꼬리감는원숭이 중에서 유일하게 파라과이에 정착한 대표종으로, 습윤 반낙엽수림인 알토 파라나 대서양림에 서식한다.

### 멸종 위기 및 위협

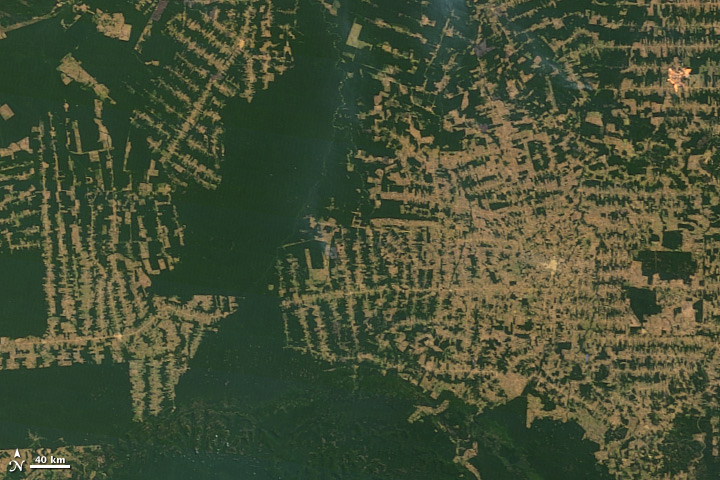
브라질 아마존 열대우림의 삼림 벌채는 아자라카푸친의 서식지에 큰 위협이 된다.

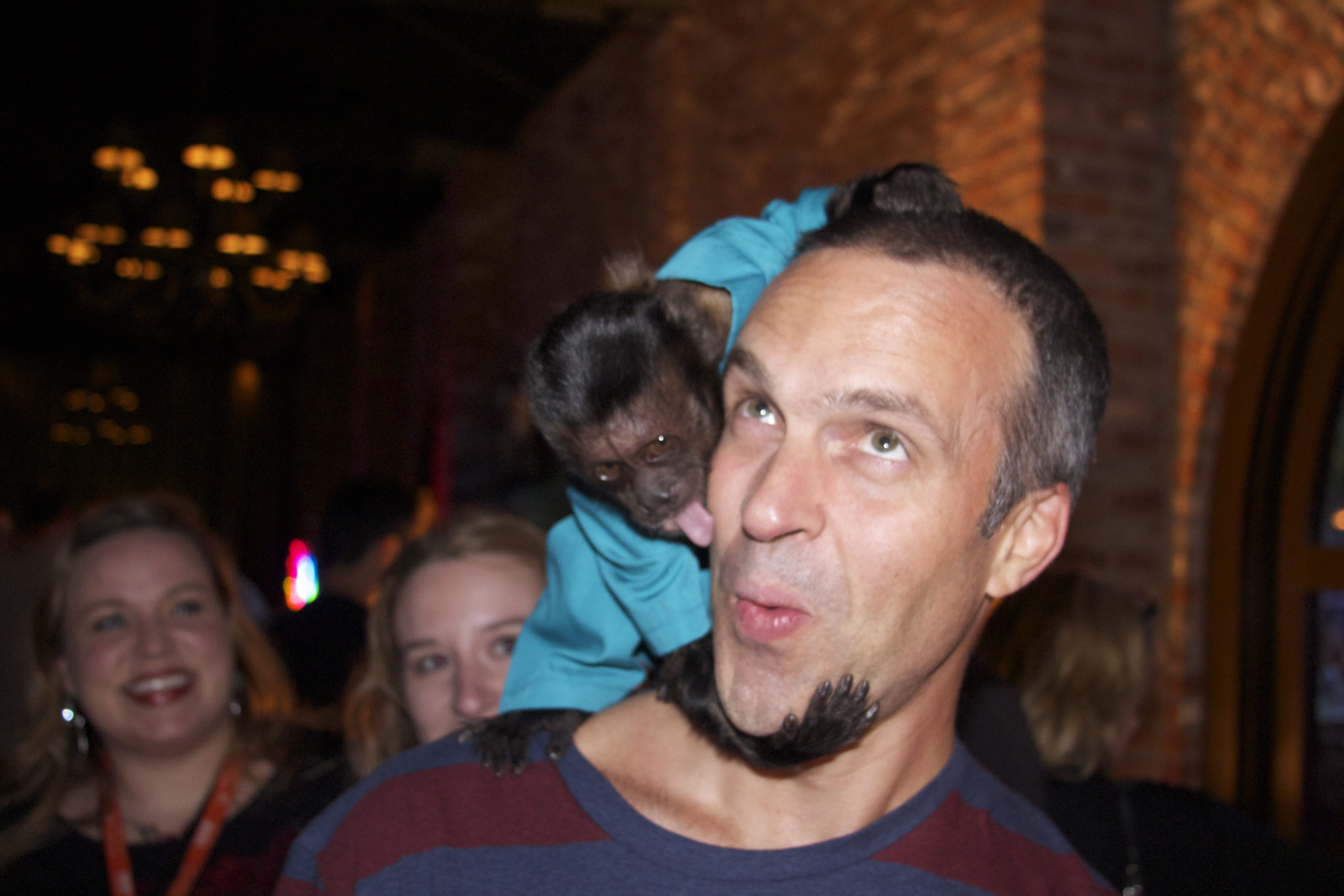
애완동물로 키우는 카푸친원숭이(아자라카푸친이 아님).

현재까지 파라과이에서는 아자라카푸친원숭이에 대한 주요 위협은 없는 것으로 보고된다. 원주민들이 아자라카푸친을 식용으로 사냥하지만, 개체 수가 적어 심각한 위협이 되지는 않는다. 파라과이에서 유일한 위협은 인위적인 요인이나 자연재해로 인한 산림 벌채다. 아자라카푸친원숭이는 파라과이에서 가장 흔하게 사육되는 영장류 애완동물로 추정되므로, 아자라카푸친에 대한 위협에 대한 인식이 높아지고 있으며, 이는 보존 노력에 도움이 되고 있다.
그러나 브라질에서는 사파주스 섬 원숭이가 매우 취약한 종으로 분류된다.[8] 실제로 이 종의 생존율을 위협하는 심각한 위협 요인은 여러 가지가 있다. 화재와 농촌 정착, 농업, 가축 사육, 도시 확산, 전염병 취약성, 삼림 벌채, 도로 및 에너지 인프라 증가, 서식지 고립, 서식지 감소, 오염, 사냥, 애완동물 거래를 위한 포획 등이 있다. 남아메리카와 중앙 아메리카 지역의 높은 인구 밀도와 합법적 및 불법적인 선택적 벌목은 아자라카푸친의 야생을 파괴하고 있으며, 카푸친이 서식하는 숲의 일부를 파괴하고 있다.
더불어, 아르헨티나 숲의 잔존 지역에 서식하는 아자라카푸친 개체군은 농업 생산을 위한 서식지 변형 및 전환, 그리고 밀렵(불법 사냥)으로 인해 심각한 위협에 직면해 있다. 산업화는 자연환경을 변화시켜 아르헨티나의 생태계에 부정적인 영향을 미쳤다. 이는 종간 병원균 교환을 초래할 가능성이 있으며, 결과적으로 아자라카푸친의 사망률을 증가시킬 수 있다.

## 보전 상태

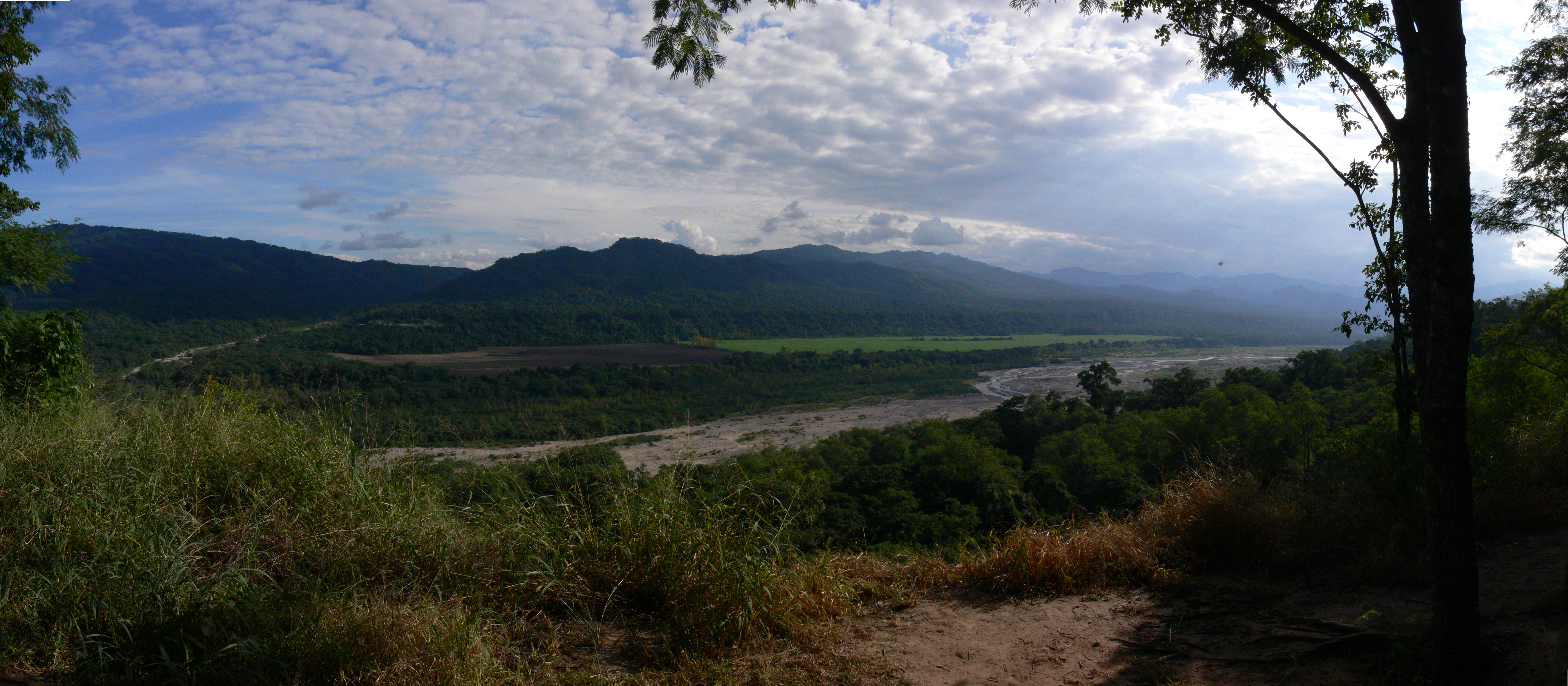
칼리레과 국립공원 - 산 로렌소 리오 전경. 아르헨티나 아자라카푸친 보호구역 중 하나.

브라질에서는 아자라카푸친에 대한 연구가 제대로 이루어지지 않아 생태학적 지식이 부족하여 보존 활동이 제대로 이루어지지 않고 있다. 아자라카푸친은 멸종 위기에 처해 있다. 아자라카푸친의 보전을 위해서는 과감한 지역적 보존 활동이 필요하다. 아르헨티나에서는 아자라카푸친원숭이가 엘 레이 국립공원(44,162헥타르), 칼리레과 국립공원, 후후이 주(76,000헥타르), 바리투 국립공원(72,000헥타르)에서 보전과 보호를 받고 있다. 볼리비아에서는 카아이야 국립공원에서 보호받고 있다.
브라질에서는 판타나우 마투그로센시 국립공원과 보도케나 산맥 국립공원(77,021ha), 리오네그로 주립공원(7,000ha), 세그레도 스트림 주립공원(189ha), SESC 판타나우 개인보호구역(106,31ha), 파젠다 아쿠리잘 개인보호구역(13,665ha), 파젠다 펜하 개인보호구역(13,409ha), 파젠다 보케이랑 개인보호구역(173,60ha), 파젠다 싱가푸라 개인보호구역(456ha), 파젠다 아메리카 개인보호구역(401ha), 파젠다 트레보 개인보호구역(27,75ha), 파젠다 플로레스타 네그라 개인보호구역 (971,06ha), 파젠다 노바 켬렌시아 개인보호구역(대상림 8,500ha 중 50ha), 파젠다 상마르코스(600ha)에서 보호받고 있습니다.